# 1635 год в литературе

## События
- 29 января — была официально учреждена  Французская академия.

## Книги

### Пьесы
- «Жизнь есть сон», пьеса испанского  драматурга Педро Кальдерона де ла Барка.

## Родились
- 15 июня — Теодор Ундерейк, немецкий протестантский пастор, проповедник, богослов и духовный писатель (ум. 1693).

## Умерли
- 26 апреля — Алессандро Тассони, итальянский писатель (род. 1565).

- 27 августа — Лопе де Вега, испанский драматург, поэт, переводчик и прозаик (род. 1562).